# 朱梓橦
朱梓橦（英语：Nancie Zhu，1993年—），凤凰卫视双语主持人。现担任凤凰卫视中文台高端人物访谈节目《风云对话》Talk with World Leaders 主持人。2017年1月，朱梓橦加盟凤凰卫视，曾担任凤凰卫视中文台《大政商道》主持人，凤凰卫视资讯台及多档新闻节目的主播。 朱梓橦毕业于美国哈佛大学法学院，获得法学硕士学位并拥有律师执照。2022年2月，由朱梓橦主持的凤凰网文化名人访谈栏目《大驾光临》上线。 2022年12月，朱梓橦主持的人物纪实访谈节目《十二维度》在爱奇艺上线。2020年3月，朱梓橦获得世界经济论坛全球青年领袖（Young Global Leader）殊荣。

## 主持生涯
2017年1月，朱梓橦担任凤凰卫视中文台《大政商道》主持人，并担任凤凰卫视资讯台多档新闻节目的主播。
2021年4月，朱梓橦担任凤凰卫视中文台《寰宇同舟 全球战“疫”观察》主持人。
2022年2月，朱梓橦主持的凤凰网文化名人访谈栏目《大驾光临》上线。 
2022年8月，朱梓橦担任凤凰卫视中文台高端人物访谈节目《风云对话》Talk with World Leaders 主持人，该节目主要对话世界各国影响力人物，是凤凰卫视高端人物专访类的旗舰栏目，也是全台唯一一档以英文或受访者语言为主要播出语言的节目。
2022年12月，朱梓橦主持的人物纪实访谈节目《十二维度》在爱奇艺上线，每季对话6位嘉宾，深度挖掘充满正能量的励志内容。访谈嘉宾为行业领军人物，包括不但不限于企业家、艺术家、奥运冠军等。

## 教育及获奖情况
朱梓橦毕业于香港中文大学法学院，获得Juris Doctor学位，后就读并毕业于哈佛大学法学院，获得法学硕士学位并考取了律师执照。
朱梓橦获得世界经济论坛全球青年领袖（Young Global Leader )殊荣（2020年）。
朱梓橦成为新阳光病房学校公益爱心大使（2021年）。

## 著作
2023年5月，朱梓橦新书《自律觉醒》上市，由九州出版社出版。这是一本写给渴望变得更好的年轻人的书，此书围绕年轻人成长的关键能力展开，从学习能力、沟通能力、时间管理能力、演讲能力、自律能力、格局思维和选择能力七个方面鼓励青年朋友们不断提高自我认知、实现终身学习和成长